# Envenenamiento de pozos
Envenenamiento de pozos es la contaminación deliberada de recursos de agua potable, con la finalidad de causar enfermedades o la muerte, o bien, de impedir el acceso a recursos de agua dulce a un oponente.
El envenenamiento de pozos ha sido documentado históricamente como una estrategia de guerra. Se utilizó de dos maneras: ofensivamente (como táctica de terror para desorganizar y despoblar un área objetivo) y defensivamente (como táctica de tierra quemada para privar a un ejército invasor de fuentes de agua limpia). La forma más común empleada fue arrojando cadáveres putrefactos (tanto humanos como de animales) a los pozos. Por lo general, se utilizaban cuerpos de personas que hubieran fallecido de infecciones comunes de la era premoderna, tales como la peste bubónica o la tuberculosis, lo que acarreaba consecuencias similares a la de una guerra biológica.
Adicionalmente, el envenenamiento de pozos fue una de las tres acusaciones más serias hechas en contra de judíos durante este periodo (siendo las otras dos la profanación de la hostia y el libelo de sangre). Acusaciones similares se les imputaron a coreanos viviendo en Japón tras el Gran terremoto de Kantō. En ambos casos las acusaciones nunca se fundamentaron, pero dieron lugar a persecuciones a gran escala y pogromos en contra del grupo acusado.

## En la guerra
El envenenamiento de pozos ha sido utilizado como una importante táctica de tierra quemada desde tiempos antiguos. En 1462, por ejemplo, el príncipe Vlad III El Empalador de Valaquia utilizó este método para retrasar la persecución de sus adversarios turcos otomanos; durante la retirada por la Bulgaria bajo control turco, a través del río Danubio, y de regreso a la capital de Valaquia ese mismo año, el ejército de Vlad empleó el envenenamiento de pozos y diferentes fuentes de agua, así como otras tácticas de tierra quemada de camino a su país en ambos lados del Danubio, implicando la deliberada muerte de su propia gente, víctimas desafortunadas de estas atroces estrategias.
Casi 500 años después, durante la Guerra de Invierno, los finlandeses volvieron pozos inservibles mediante la plantación de cadáveres de animales o heces en aquellos, con el fin de combatir pasivamente a las fuerzas soviéticas invasoras.
Desde el siglo XX, la práctica del envenenamiento de pozos ha perdido casi toda su potencial y practicidad en contra de una fuerza organizada, ya que la logística militar moderna garantiza suministros y recursos seguros y descontaminados. Algunas religiones tienen leyes que condenan tales tácticas de tierra quemada; la más notable es el Islam, que en sus escrituras, establece que los cuerpos de agua no pueden ser envenenados incluso durante una batalla y a los enemigos se les debe permitir el acceso al agua.

## Acusaciones medievales en contra de los judíos
A pesar del vago conocimiento de la manera en como las enfermedades pueden expandirse, los virus y bacterias eran desconocidas en los tiempos medievales, y la realidad de las enfermedades no podían ser científicamente explicadas. Algún leve deterioro ocasional de la salud podía ser sospechoso de ser causado por envenenamiento. Europa fue golpeada por varias olas de la peste negra o peste bubónica en los últimos años de la Edad Media. Las ciudades más pobladas fueron especialmente más golpeadas por la enfermedad, con conteo de mortalidad más alto del 50% de la población total. Algunos señalaron y persiguiendo a los judíos como causantes de envenenamientos de algunas aguas y pozos.
Estos ataques disminuyeron después del periodo de la peste negra, aunque, resalta el historiador Walter Laqueur, tales sospechas se convirtieron en parte del antisemitismo. Por ejemplo, poco antes de morir el dictador soviético José Stalin difundió falsamente que existía una conspiración médica de judíos para acabar con varios políticos.

## Conflictos contemporáneos
Se han formulado acusaciones de envenenamiento de pozos durante las guerras yugoslavas, concretamente por parte de serbios contra albanokosovares y durante la masacre de Srebrenica.
Fruto del conflicto israelí-palestino, ha habido acusaciones de contaminación de pozos por parte de colonos israelíes en Cisjordania. Entre los casos se encuentra un ave en descomposición encontrado en un pozo de At-tuwani, cerca de Hebrón, en 2004, aunque los colonos sospechosos culparon a las luchas internas árabes. En los años siguientes, varias ONG hablaron de sucesos similares, acusando a los colonos de contaminar deliberadamente los acuíferos.